# 怪人カリガリ博士
『怪人カリガリ博士』（かいじんカリガリはくし、The Cabinet of Caligari）は、1962年のアメリカ合衆国のホラー映画。ロジャー・ケイ (Roger Kay) が監督を務め、グリニス・ジョンズ、ダン・オハーリー、ディック・ダヴァロスが主演し、20世紀フォックスが配給した作品。
この映画の題名は、高く評されているサイレント映画時代のホラー映画『カリガリ博士』（1920年）とよく似ているが、おもな筋書きにおける話のひねり方を別にすると、両作品の共通性はほとんどない。この映画で特筆すべきなのは、小説『サイコ』の作者ロバート・ブロックが、脚本造りに参加していたことである。撮影監督のジョン・L・ラッセル (John L. Russell) は、ブロックの小説を原作とした、アルフレッド・ヒッチコック監督の映画『サイコ』（1960年）の制作にも参加していた。
監督だったロジャー・ケイは、ブロックから映画の作者としてのクレジットを奪おうと試み、ブロックはこれに打ち勝ったが、その経緯についてはブロックの自伝の中で述べられている。

## ストーリー
自動車の旅をしていたジェーン・リンドストロム（グリニス・ジョンズ）は、タイヤがパンクしてしまったため、近くの屋敷に助けを求めた。その屋敷の主人は、非常に礼儀正しく、ドイツ語訛りで話すカリガリ（ダン・オハーリー）であった。一晩を屋敷で過ごした後、彼女は、カリガリが帰してくれないことに気づく。さらにカリガリは、彼女に個人的な質問をしたり、気味の悪い絵を見せたりする。
警備員に立ち去ることを阻まれ、電話もできない状態に置かれたジェーンは、屋敷の客たちの中から、協力者を見つけようとするが、見込みがありそうな相手は、やや年配のポール、やや若く、ジェーンが恋愛対象と見るようになっていくマーク（リチャード・ダヴァロス）、快活な年配女性ルース（エステル・ウィンウッド）の3人しかいなかった。ルースが拷問されているのを見かけたジェーンは、ポールのところへ行き、カリガリと対決するよう説得される。ジェーンはカリガリと対峙し、カリガリが入浴中の彼女を覗こうとしていたのではないかと考えて、カリガリを誘惑しようとする。彼女の誘惑は失敗し、カリガリは自分とポールが同一人物であることを明かして、ジェーンは荒々しく光景が変化する回廊を走り抜けて逃走しようとする。
最後に、実はジェーンは精神病患者であり、ここまで観客に提示されていた内容はすべて、彼女が収容されていた精神病院の状況を歪曲したものだったことが明らかにされる。個人的な質問は精神分析であり、気味の悪い絵はロールシャッハ・テストのカードで、ルースが受けていた拷問はショック療法だった。カリガリの紋章も、病院を象徴するケーリュケイオン（カドゥケウス）を歪曲したものであった。治療されたジェーンは、実は彼女の息子であったことが明らかにされたマークによって、病院から連れ出され、そして彼女の本当の表情が観客に見せられる。今や彼女は、そこまで映画の大部分で見せられていた皺のない肌ではなく、多くの皺を刻んだ年老いた女性として描かれる。
この映画の中で性行為について交わされる会話のやりとりは、後に、ナイン・インチ・ネイルズが、クイーンの「ゲット・ダウン・メイク・ラヴ (Get Down, Make Love)」をカバーした際に、サンプリングされて使用された。

## キャスト
※括弧内は日本語吹替（初回放送1969年7月26日『土曜映画劇場』）
- ジェーン - グリニス・ジョンズ（増山江威子）
- カリガリ - ダン・オハーリー（仁内達之）
- マーク - ディック・ダヴァロス
- デイヴィッド - ローレンス・ドブキン（英語版）
- クリスティン - コンスタンス・フォード（英語版）
- ルース - エステル・ウィンウッド
- パーキンス - J・パット・オマリー
  - その他日本語吹替：和田文夫、前田敏子、細井重之、北村弘一